# Băile Herculane
Băile Herculane là một thị xã thuộc hạt Caraș-Severin, România. Dân số thời điểm năm 2002 là 6026 người.